# Armando Borges de Ávila
Armando Borges de Ávila (Angra do Heroísmo, 20 de setembro de 1900 — Angra do Heroísmo, 4 de março de 1967), com o nome frequentemente grafado Armando Borges d'Ávila, foi um jornalista. escritor e pioneiro da escrita e edição de guias turísticos e da promoção turística nos Açores.

## Biografia
Nasceu na freguesia da Sé, filho de Emílio Borges de Ávila, comerciante, e de Elvira Avelar Borges de Ávila, oriundos da ilha de São Jorge. Foi sobrinho de Manuel Borges de Ávila, presidente da Câmara Municipal de Angra do Heroísmo durante a Primeira República. Fez o seu percurso de educação básica e secundária na sua cidade natal. Iniciou-se no jornalismo em 1916, publicando no Eco Académico, jornal do Liceu Nacional de Angra do Heroísmo. No ano seguinte substituiu Vitorino Nemésio como director do jornal Estrela d´Alva. A partir de então, dedicou-se à atividade jornalística profissional, ora em Angra do Heroísmo, ora em Lisboa.
Quando residiu em  Lisboa, trabalhou no Diário da Noite, Sports, Diário de Notícias, Capital, Novidades e Humanidade. Nesse período colaborou como correspondente no Diário da Madeira, Correio dos Açores e A União. 
Em Angra do Heroísmo foi editor do periódico O repórter : semanário de grandes reportagens, humorismo, crítica, arte, desporto e informação, propriedade de Manuel Joaquim de Andrade, que se publicou naquela cidade a partir de 1934. Também nesse período fundou e dirigiu o jornal A República e o Jornal de Angra.
Dedicou-se à promoção do turismo, tendo escrito e publicado várias edições do Guia Turístico da Ilha Terceira (1940) e do Anuário Índice das Actividades Económicas do Arquipélago dos Açores e da Madeira (1951). Também editou o periódico Portugal Insular (1939). Também fundou e dirigiu o periódico Portugal Maior : revista de propaganda das actividades portuguesas e do trabalho dos portugueses no mundo (1965).
Ao longo dos 50 anos de atividade como jornalista defendeu os interesses do arquipélago e empenhou-se na propaganda turística do mesmo. Os trabalhos que publicou foram, essencialmente, crónicas relacionadas com o jornalismo.
Armando Borges de Ávila esteve preso por razões políticas, tendo como data da primeira prisão 25 de março de 1943. Foi solto em liberdade condicional em 29 de maio de 1944. Jornalista presente em Lourenço Marques em 1942, foi preso em Lisboa no ano seguinte, quando as autoridades portuguesas souberam que tinha sido enviado para África pela Abwehr em missão de espionagem. Em consequência, quando pretendia regressar de Angra do Heroísmo a Lisboa, o delegado marítimo britânico das forças britânicas em Angra recusou o «navicert» ao navio N/M Lima se ele embarcasse.

## Obras publicadas
Para além da vastíssima obra dispersa pelos jornais e revistas, é autor das seguintes monografias:
- Venci! : notas e apontamentos de algumas reportagens do meu tempo profissional. Angra do Heroísmo : Tipografia Insular, 1932.
- Cock-tail : tipos, casos, notas, apontamentos, meditações e nostalgias dum jornalista profissional. Angra do Heroísmo : Tip. Angrense, 1936.
- Gervásio Lima, a Sua Vida e a Sua Obra. Lisboa, Ed. da Agência Portugal, 1940.
- Salazar perante o mundo : o que pensam e escrevem no estrangeiro sobre o ilustre Chefe do Governo Português. Lisboa, Grafitécnica, 1954 (2.ª edição: Lisboa, Jornal do Oeste, 1965).
- Touradas à corda in Actividades Portuguesas, N.º Esp. (Ago.1963), pp. 91-92. Lisboa, 1963.
- Pontos nos iii... : a propósito de uma polémica com o "Diário Insular". Ponta Delgada, : Tipografia Insular, 1958.
- Guia turístico da ilha Terceira (org. de Armando Ávila). Revista Internacional, 1940.
- «Necessidade e vantagens da criação de um orgão da imprensa para a defesa e propaganda dos Açores, na Metrópole»  e «O Secretariado das Ilhas Adjacentes junto do Poder Central» in Livro do Primeiro Congresso Açoreano que se reuniu em Lisboa de 8 a 15 de Maio de 1938, Grémio dos Açores, Ponta Delgada, 1995, pp. 251-252